# Repetitieve dans
Repetitieve dans is een minimale of minimalistische postmoderne danssoort waarbij de passen eenvoudig zijn en de bewegingen herhaaldelijk worden gedaan. Bekende choreografen in deze dans zij onder meer Anne Teresa De Keersmaeker en Krisztina de Châtel. De muziek komt vaak van minimalistische componisten zoals Steve Reich en Philip Glass.